# Szíjgyártó

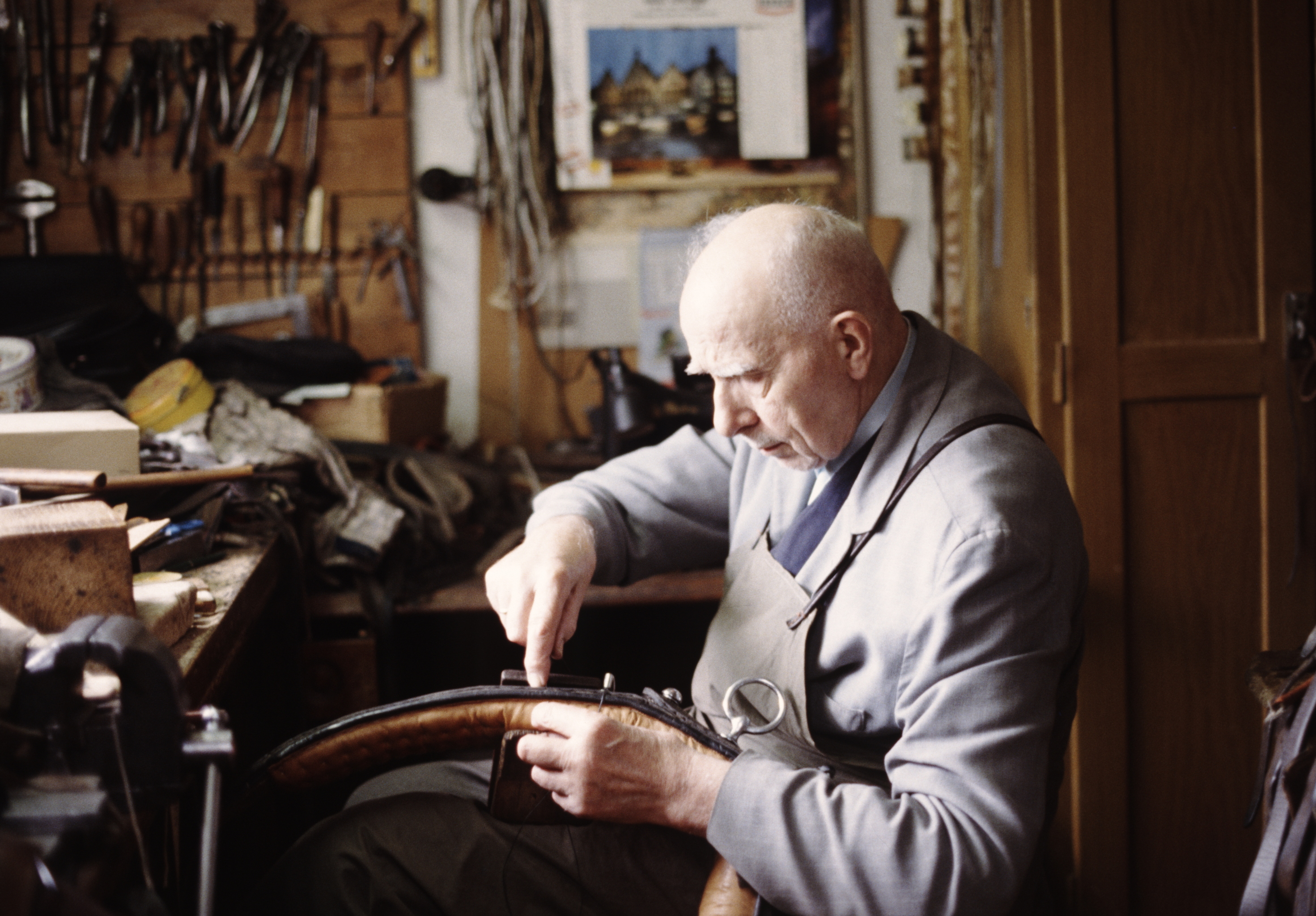
A mester a műhelyében dolgozik

A szíjgyártó (régiesen szíjjártó) az emberi ruházathoz, lószerszámhoz, és a különböző használati tárgyakhoz (például az ülőalkalmatosságokhoz) szükséges szíjazatot készítő és egyéb bőrmunkát is végző mesterember. A szíjgyártó mesterség valószínűleg ősi mesterség a magyarság körében, már a vándorlások idején magas színvonalon ismerhették. A többi bőrműveshez hasonlóan a középkorban a szíjgyártók is maguk dolgozták meg a termékeikhez szükséges nyersbőröket. A timsós-faggyús készítést nevezték Európa-szerte „magyar bőr”-nek. Nagy rugalmassága és szakítószilárdsága miatt elsősorban lószerszámok, kocsiszerszámok készítésére volt igen alkalmas a bőr. Az akkor használatos állatbőrök olyan, ridegen tartott állatok bőréből készültek, ahol a tartás körülményei is előnyösen befolyásolták a bőrök minőségét. A 17. században a német és a francia szíjgyártók még azért vándoroltak Magyarországra, hogy e „magyar bőr” készítését eltanulják. Később, a 18. században a magyar szíjgyártók már a vargák cserzett (cseresen) kikészített bőreiből dolgoztak.

## Szerszámai
Számos sajátos kézi szerszámmal dolgoztak, mint bőrgyalu, bújtató, cérnavágó kés, csípőfogó, élszedő, félhold-serfelőkés, fenőkövek, festőkészlet, fogólyukasztó, gömbölyűár, görbekés, jelölő körző, rádli, kúpos és lapos fogó, szélezőfa, szurok és méhviasz, tolókés, varróár, madzag vagy cérna, varrószék vagy csikó. A varrófonalat megviaszolták vagy olvadt szurokba mártották. A nyerges és szíjgyártó mesterség kereslete a lóállomány rohamos fogyásával a 20. század második felére nagymértékben lecsökkent.
Rokon szakmák még az egyéb, bőrrel dolgozó iparosok a csizmadia, a tímár, a tobakos, a suszter, a kárpitos és az ostorkészítő (ostorfonás).